# سیارک ۲۱۳۹۵
سیارک ۲۱۳۹۵ (به انگلیسی: 21395 Albertofilho، نامگذاری:1998FJ41) بیست و یک هزار و سیصد و نود و پنجمین سیارک کشف شده‌است که در ۲۰ مارس ۱۹۹۸ کشف شد.
قدر مطلق سیارک برابر ۱۲.۹ است.